# Leonardo (ur. 1992)
Leonardo, właśc. Leonardo da Silva Souza (ur. 18 marca 1992) – brazylijski piłkarz, grający na pozycji ofensywnego pomocnika.

## Kariera piłkarska

### Kariera klubowa
W 2010 rozpoczął karierę piłkarską w klubie Sociedade Esportiva Matsubara. Latem 2011 wyjechał do Europy, gdzie został piłkarzem cypryjskiego Enosis Neon Paralimni. 27 lutego 2013 roku podpisał 2-letni kontrakt z ukraińskim Metałurhiem Donieck. 13 lipca 2013 przeszedł do FK Qəbələ. W latach 2014–2016 grał w Anży Machaczkała, a latem 2016 przeszedł do Partizana.